# Tancherfi
Tancherfi (franska: Tancherfi (CR), Tancherfi (Commune Rurale), arabiska: مستكمر) är en kommun i Marocko.   Den ligger i provinsen Taourirt och regionen Oriental, 400 km öster om huvudstaden Rabat. Antalet invånare är 7 452.